# 韓冉
韓 冉（かん ぜん、生没年不詳）は、後漢末期から三国時代の政治家。季漢輔臣賛に登場する韓士元と同一人物であるなら、字は士元。荊州の人。

## 概要
劉備に仕え、建安25年（220年）に曹操が亡くなると弔問のための使者となった。
裴松之注に引用する王沈の『魏書』では、劉備が掾の韓冉を弔問の使者として送ると、曹丕が喪を利用して交誼を求めようとしたことを憎み、荊州刺史に韓冉を斬らせたとしている。
一方、『典略』では軍謀掾の韓冉を使わせて弔意の書簡と錦布を贈ろうとしたが、孟達の寝返りによって当時は魏の支配下にあった上庸郡に入ったところで、韓冉は病と称して留まったとしている。そのため上庸の役人が劉備の書簡を曹丕に届け、漢の献帝から魏の曹丕への禅譲が済んでいたため、曹丕は皇帝として返答の詔勅を出した。その書簡を得た劉備もまた帝位に就いたとしており、韓冉が斬られたという記述がない。
楊戯の季漢輔臣賛には「韓士元」なる人物の評を掲載しており、韓冉と韓士元は同一人物とする説がある。